# 샤위야와르디가 지방

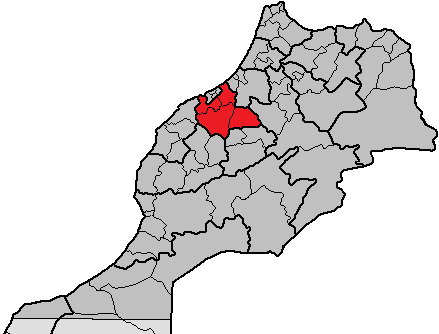
샤위야와르디가 지방

샤위야와르디가 지방(아랍어: لشاوية ورديغة, 프랑스어: Chaouia-Ouardigha)은 모로코를 구성하던 16개 지방 가운데 하나로 모로코 중북부에 위치했다. 행정 중심지는 세타트이며 면적은 7,010km2, 인구는 1,655,660명(2004년 기준)이다. 3개 주(벤슬리만 주, 쿠립가 주, 세타트 주)를 관할했다. 2015년에 실시된 행정 구역 개편에 따라 폐지되었다.